# Эсрадж
Эсрадж — индийский струнный смычковый инструмент с двадцатью струнами.

## Техника игры на эсрадже
Играть на эсрадже можно сидя, положив инструмент на колено, либо поставив на пол.
Для извлечения звуков используется смычок.

## Известные музыканты
Известные музыканты, исполняющие музыку на эсрадже: Шри Чинмой, пандит Рандхир Рай, а также Гурдев Сингх.